# The Piano Lesson (film, 2024)
Pour les articles homonymes, voir La Leçon de piano.
Pour plus de détails, voir Fiche technique et Distribution.
The Piano Lesson est un film américain réalisé par Malcolm Washington et sorti en 2024.
Malcolm Washington coécrit le scénario avec Virgil Williams. Il s'agit d'une adaptation de la pièce de théâtre du même nom de 1987 d'August Wilson.
Après une sortie limitée dans les cinémas américains, il sera diffusé sur Netflix dans le reste du monde.

## Fiche technique
Sauf indication contraire, les informations mentionnées dans cette section peuvent être confirmées par la base de données cinématographiques IMDb,  présente dans la section « Liens externes ».
- Titre original : The Piano Lesson
- Réalisation : Malcolm Washington
- Scénario : Malcolm Washington et Virgil Williams
- Musique : Alexandre Desplat
- Décors : n.c.
- Costumes : n.c.
- Photographie : Mike Gioulakis
- Montage : n.c.
- Production : Todd Black et Denzel Washington
- Sociétés de production : Mundy Lane Entertainment
- Société de distribution : Netflix
- Pays de production :  États-Unis
- Langue originale : anglais
- Format : couleur
- Genre : drame, musical
- Durée : N/A
- Dates de sortie[1] :
  - États-Unis : 31 août 2024 (festival de Telluride)
  - États-Unis : 8 novembre 2024 (sortie limitée en salles)
  - Monde : 22 novembre 2024 sur Netflix

## Distribution
- John David Washington (VF : Diouc Koma) : Boy Willie Charles
- Samuel L. Jackson (VF : Thierry Desroses) : Doaker Charles
- Ray Fisher (VF : Baudouin Sama) : Lymon
- Michael Potts (VF : Jean-Paul Pitolin) : Wining Boy Charles
- Erykah Badu : Lucille
- Skylar Aleece Smith (VF : Mélissa Berard) : Maretha Charles
- Danielle Deadwyler (VF : Sara Martins) : Berniece Charles
- Corey Hawkins (VF : Frantz Confiac) : Avery Brown
- Melanie Jeffcoat : Miss Ophelia
- Gail Bean : Dolly
- Jerrika Hinton : Grace
- Stephan James (VF : Thierno Ba) : Boy Charles
- Malik J. Ali : Willie Boy
- Jay Peterson : James Sutter
- Matrell Smith : Crawley

 Source et légende : version française (VF) sur RS Doublage

## Production

### Genèse et développement
En mars 2021, Netflix annonce qu'il va adapter la pièce The Piano Lesson d'August Wilson : il s'agit de leur deuxième adaptation d'August Wilson après Ma Rainey's Black Bottom , qui a valu à Netflix deux Oscars après sa sortie en 2021.
Deadline Hollywood annonce en avril 2023 que Malcolm Washington fera ses débuts en tant que réalisateur et scénariste avec le film The Piano Lesson, une adaptation de la pièce d' August Wilson, dont la production est assurée par Denzel Washington et Todd Black

### Attribution des rôles
Lorsque Deadline Hollywood annonce le film en avril 2023, il précise que la distribution comprendra John David Washington, Samuel L. Jackson, Ray Fisher, Danielle Deadwyler, Michael Potts et Corey Hawkins.
Washington, Jackson, Fisher et Potts reprennent leurs rôles de la production scénique de la pièce en 2022.
En mai 2023, Deadline annonce que la chanteuse Erykah Badu apparaîtra dans un caméo dans le film.
Gail Bean, Jerrika Hinton, Stephan James, Malik J. Ali, Jay Peterson et Matrell Smith complètent la distribution en juin 2023.

### Tournage
Le tournage se déroule à Atlanta à partir du 17 avril 2023.